# Dolichopus nigrilamellatus
Dolichopus nigrilamellatus är en tvåvingeart som beskrevs av Becker 1917. Dolichopus nigrilamellatus ingår i släktet Dolichopus och familjen styltflugor. Inga underarter finns listade i Catalogue of Life.